# Józef Wiłkomirski
Józef Wiłkomirski (Kalisz, 1926. május 15. – 2020. augusztus 1.) lengyel karmester, gordonkaművész és zeneszerző, balettek, kamarazenei és zenekari darabok szerzője. Számos díj és állami elismerés birtokosa.
Wanda Wiłkomirska hegedűművésznő testvére.

## Élete
Apja Alfred Wiłkomirski lengyel hegedűművész, karmester és pedagógus. Féltestvérei, Mária és Kazimierz, továbbá testvére, Wanda szintén zeneművészek lettek.
A II. világháború idején a földalatti Honi Hadsereg katonájaként harcolt, részt vett a Varsói felkelés küzdelmeiben. A háború után karmesterséget tanult a Łódz-i Állami Zeneakadémián, majd a Varsói Zeneakadémián.
1950-1951-ben a Krakkói Nemzeti Filharmonikusok karnagya volt. 1954-től 1957-ig a Poznań-i Nemzeti Filharmonikusok karmestereként tevékenykedett. 1957-től 1971-ig a Szczecin-i Filharmónia rendezője és művészeti vezetője volt. 1978-ban alapította meg a Filharmonia Sudecka (eredeti neve: Filharmonia Wałbrzyska) együttest, amelynek 2005-ig általános és művészeti igazgatója volt.
Zeneszerzőként is ismert, egyik szerzeményét a New York Harp Ensemble hárfás együttesnek dedikálta.
Zenei munkája mellett számos közösségi tisztséget is viselt, így pl. önkormányzati képviselő volt Wałbrzychban, illetve elnöke a kulturális egyesületnek ugyanitt. 2015-ben Kalisz városa díszpolgári címmel tüntette ki.

## Fontosabb kitüntetései
- Lengyelország Újjászületése érdemrend (1963, 1979, 1998)
- Varsói felkelés keresztje (1985)

## Fordítás
- Ez a szócikk részben vagy egészben  a    Józef Wiłkomirski című lengyel Wikipédia-szócikk ezen változatának fordításán alapul.  Az eredeti cikk szerkesztőit annak laptörténete sorolja fel. Ez a jelzés csupán a megfogalmazás eredetét és a szerzői jogokat jelzi, nem szolgál a cikkben szereplő információk forrásmegjelöléseként.